# Autostrada O51 (Turcja)
Otoyol 51 (tur. Adana-Erdemli Otoyolu, w skrócie O-51) – płatna autostrada w Turcji (Region Śródziemny). Łączy Adanę z Mersinem. Na całej długości jest sześciopasmowa (po trzy pasy ruchu w każdą strony), natomiast wszystkie łączniki mają profil czteropasmowy. O-51 stanowi część trasy europejskiej E90 oraz trasy azjatyckiej AH84.